# Wolfgang Jägers
Wolfgang Jägers (* 9. Februar 1957 in Bremerhaven) ist ein bremischer Politiker (SPD) und war Abgeordneter in der Bremischen Bürgerschaft. Er ist Mitglied des Bundesvorstandes der Arbeitsgemeinschaft für Arbeit (AfA) der SPD.

## Biografie

### Ausbildung und Beruf
Nach der Realschule erfolgte Berufsausbildung Wolfgang Jägers zum Elektroinstallateur. In den Jahren 1984/1985 ließ er sich zum Gewerkschaftssekretär an der Sozialakademie Dortmund und in der Industriegewerkschaft Bauen-Agrar-Umwelt ausbilden. Er war dann als Gewerkschaftssekretär bis zum Jahr 1988 tätig. 1988 bis 1994 war er Landessekretär und ist seit 1994 Geschäftsführer des Bezirksverbandes im Land Bremen der IG Bau.

### Politik
Wolfgang Jägers ist Landes- und Unterbezirksdelegierter der SPD und Landesvorsitzender der Arbeitsgemeinschaft für Arbeit (AfA) in der SPD Bremen. Er ist derzeit Mitglied im AfA-Bundesvorstand.
In den Jahren 1995 bis 2008 war Jägers Mitglied der Bremischen Bürgerschaft. Aufgrund des Ergebnisses einer Nachwahl im Bremerhavener Wahlbezirk Freizeittreff Eckernfeld verlor Wolfgang Jägers sein Abgeordnetenmandat an Jan Timke von der Wählervereinigung Bürger in Wut.
Vom 25. Februar 2010 bis 2011 war Jägers als Nachrücker für Martin Günthner wieder Mitglied der Bremischen Bürgerschaft sowie wieder in den Jahren 2011 bis 2015.

Er war vertreten im
Ausschuss für Angelegenheiten der Häfen im Lande Bremen und im
Stiftungsrat „Wohnliche Stadt“ sowie in der
staatlichen Deputation für Umwelt, Bau, Verkehr, Stadtentwicklung und Energie und der
staatlichen Deputation für Wirtschaft, Arbeit und Häfen.

Er war verkehrspolitischer Sprecher der SPD-Fraktion.

### Weitere Mitgliedschaften
Jägers ist Vorstandsmitglied und Mitglied der Vollversammlung der Arbeitnehmerkammer Bremen, Mitglied des Beirates der Sozialkassen der Bauwirtschaft und Mitglied im Verwaltungsausschuss des Arbeitsamtes Bremen.
Er ist Aufsichtsratsmitglied bei der Brepark und bei der Minimax Management GmbH.